# S. Darko
S. Darko – amerykański dramat filmowy w reżyserii Chrisa Fishera, kontynuacja Donnie Darko.

## Opis fabuły
Główną bohaterką jest Samantha Darko, akcja toczy się 7 lat po śmierci Donniego. Młodsza siostra Donniego nie może znieść widoku rozpadającej się rodziny. Wyrusza wraz z koleżanką, Corey, do Los Angeles. Jednak ich podróż zostaje przerwana przez zepsuty samochód. Samantha zaczyna mieć sny, które ostrzegają ją przed końcem świata.